# Nader Kara
Nader Mohammed Kara (ar. نادر كارة, ur. 19 stycznia 1980) – piłkarz libijski grający na pozycji pomocnika.

## Kariera klubowa
Karierę piłkarską Kara rozpoczął w klubie Olympic Azzaweya. W jego barwach zadebiutował w 2000 roku w pierwszej lidze libijskiej. W 2006 roku odszedł z Olympic do Al-Ahly Trypolis, w którym jest podstawowym zawodnikiem.

## Kariera reprezentacyjna
W reprezentacji Libii Kara zadebiutował w 2001 roku. W 2006 roku w Pucharze Narodów Afryki 2006 rozegrał 2 spotkania: z Wybrzeżem Kości Słoniowej (1:2) i z Marokiem (0:0).